# St. Stephen, Minnesota
St. Stephen là một thành phố thuộc quận Stearns, tiểu bang Minnesota, Hoa Kỳ. Năm 2010, dân số của thành phố này là 851 người.

## Dân số
- Dân số năm 2000: 860 người.
- Dân số năm 2010: 851 người.